# Дашкино (Мордовия)
Дашкино — деревня в составе  Аксёльского сельского поселения Темниковского района Республики Мордовия.

## География
Находится на расстоянии примерно 17 километров на восток-юго-восток от районного центра города Темников.

## История
Упоминается с 1866 года, когда она была учтена как владельческая деревня Темниковского уезда из 7 дворов, название по фамилии бывших владельцев князей и мурз Дашкиных.

## Население
Постоянное население составляло 70 человек (татары 100%) в 2002 году, 54 в 2010 году .